# Balk moldvai fejedelem
Balk vagy Bélteki Balk (? – 1402 k.) 1359-ben uralkodott Moldva területén 
Sas (Bélteki Szász) gyermekeként, Dragoș (Bélteki Drágfi) unokájaként.

## Életútja
Apja halála után Balkot Moldva fejedelmének választották 1359-ben. Abban az évben Bogdán elfoglalta az országot. Balk fellázadt az új király ellen, minek következtében Bogdán vajda elűzte őt. Visszavonult Máramarosba, ahol 1365-ben Nagy Lajos a hűtlen Bogdántól elkobzott földet adományozott neki és testvéreinek: Dragnak, Jánosnak, Dragomirnak és Istvánnak. A testvérek megkapták a máramarosi vajda címet is. Balk megkapta a Szatmár és a székelyek ispánja címet. Balk és Drág egészen 1395-ig, Balk haláláig vezették Máramarost. Balk és Drág máramarosi ispánokként jelennek meg a dokumentumokban 1402-ig. Balk 1404 előtt halt meg. Balk a Balkfy nemesi család őse, Drág pedig a Drágffyaké.

## Családja
Balknak három fia volt:
- 1. Bélteki Balkfi Demeter (1391-1405),
- 2. Bélteki Balkfi Oláh János (1391-1395)
- 3. Bélteki Balkfi Sándor Sandrin (1395-1418). Felesége Jusztina volt(1430 - 1432).  Sándor gyermekei:
  - 31. Bélteki Balkfi vagy Sándrinfi János (1431-1446)
  - 32. Bélteki Balkfi vagy Sándrinfi László (sz. 1431)
  - 33. Bélteki Balkfi vagy Sándrinfi Mihály (1455 -1470). (Hűtlenségbe miatt elveszítette a Drágffy család adományként kapott vagyonát).
  - 34. Bélteki Balkfi vagy Sándrinfi Anna (sz. 1446)